# Al-Burdż (Amman)
Al-Burdż (arab. ‏عمارة البرج‎) – wieżowiec w Ammanie, stolicy Jordanii. Jego wysokość wynosi 91 m.

## Charakterystyka
Wzniesiono go w latach 1979–1985. Wykonawcą było przedsiębiorstwo Consorzio Trocon Percoco. Jest uważany za przykład architektonicznego nurtu brutalizmu. Początkowo w budynku funkcjonowało kino, restauracja na dachu, biura i sklepy, aczkolwiek obecnie pozostaje on w większości opustoszały, mieszcząc wydział urzędu skarbowego.